# Sättra, Ekerö kommun
Sättra är ett tidigare gods och en småort i Ekerö kommun belägen på Adelsön i Adelsö socken. Sättra gård är känt sedan medeltiden och delar av dagens mangårdsbyggnad härrör från 1600-talet. Idag (2016) bor här 90 personer i 48 hushåll och dessutom finns cirka 10 sommarhushåll. Orten har olika verksamheter inom besöksnäring och service, handel, livsmedelsproduktion, djurhållning, hästverksamhet, vård, fiske och verkstad. 
1990 avgränsade SCB här en småort. Vid 2015 års småortsavgränsning hade SCB's metod för att bestämma småorter ändrats och Sättra bedömdes inte längre utgöra en småort. Vid 2020 års avgränsning klassades den åter som småort.

## Historik

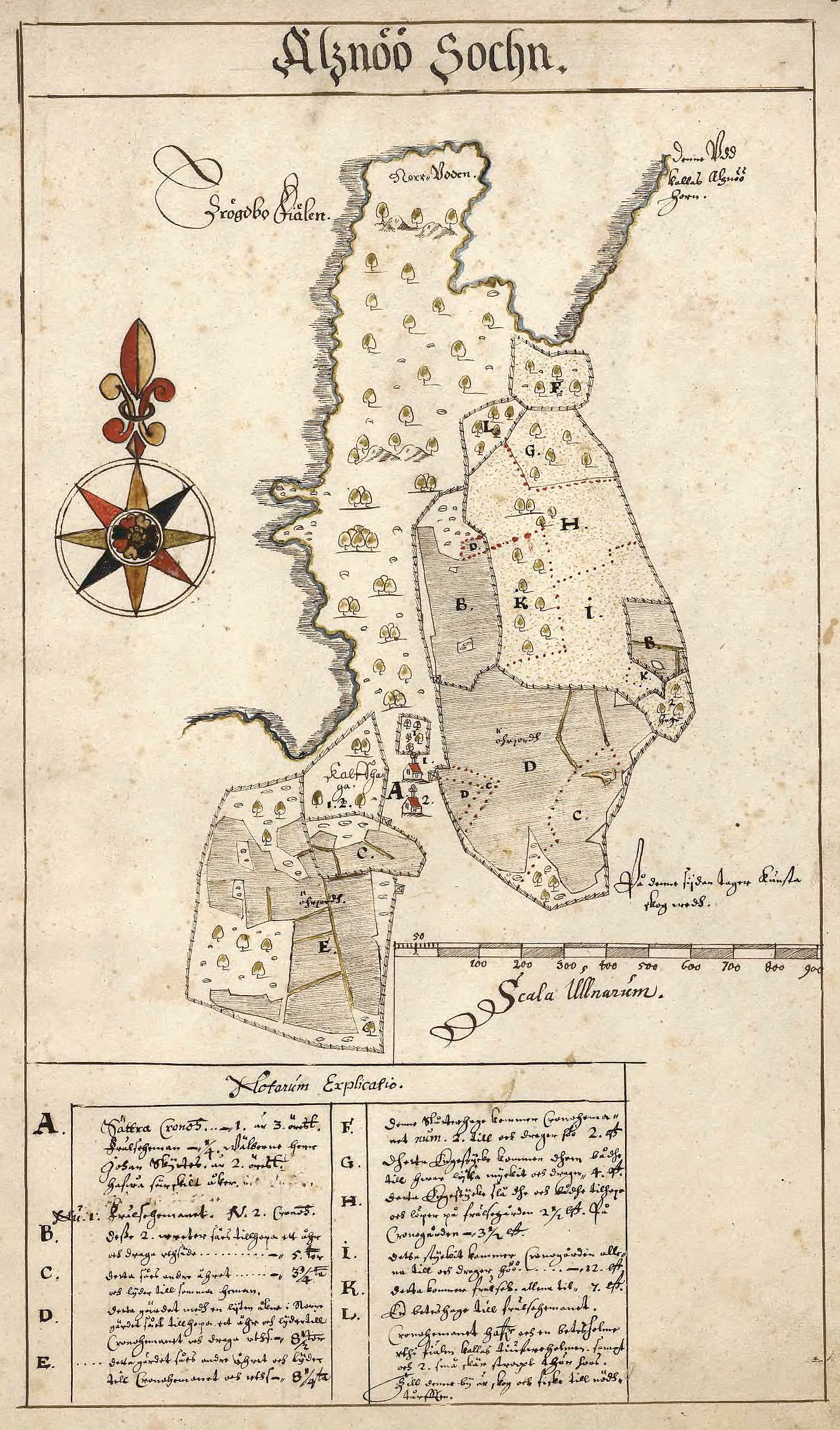
Sättra omkring 1630.

Namnet Sättra kommer av säter, och betyder utmark till en gård. Möjligtvis var närbelägna Kunsta denna forntida gård. Söder om gården ligger tre forntida gravar (RAÄ-nummer Adelsö 243-245). Vid dikesarbeten i området fann man två vikta svärd. Gården Sättra omnämns första gången i ett pergamentbrev från 1449: eth tørp som hether sætra i samasokn Alsnøø. Vid den tiden låg gården under egendomen Tofta på nordvästra Adelsön och ägdes av Karl Knutsson Bonde. 
År 1526 följde Sättra med Tofta till Gustaf Vasas arv och eget. I början av 1500-talet uppdelades Sättra i två torp, varav den mindre anges senast 1571 tillhörande Danvikens hospital. År 1627 bytte friherren och riksrådet Johan Skytte till sig den mindre gården från Danvikens hospital. Därefter redovisas gården som frälse. Den större gården förlänades 1628 på livstid till Anna von der Linde som var dotter till Erik Larsson von der Linde av ätten von der Linde och amma till blivande Drottning Kristina. Anna von der Linde innehade Sättra som förläning fram till sin död i mars 1679. Därefter blev egendomen kronogods under Karl XI:s reduktioner och säterifriheten upphävdes.  
Efter flera ägobyten såldes hela Sättra år 1772. Ny ägare blev Cornetten Strömhielm men det står också att skatterätten till hela byn tillhörde en löjtnant Hoffman. 1781 tillträdde som ägare Brukspatronen Elias Brandel och från slutet av 1700-talet verkar hustrun Anna Maria Lenck(1758-1828) vara bosatt på Sättra. Hon drev gården med hjälp av drängar fram till sin död 1828. Till gården hörde flera torp och två segelfartyg. 
Efter Maria Lenck gick egendomen i arv till svärsonen Paul Gustaf Wallöf för att 1845 säljas till förre nämndemannen Johan/Jan Ersson från Munsön. Omkring 1860 kom Sättra åter i familjen Wallöfs ägo. I mitten av 1800-talet drevs gården under flera år av en arrendator, vem ägaren var är okänt. Under 1800-talets andra hälft ägdes Sättra av ångbåtsbefälhavaren Wilhelm Andersson. Efter mer än 40 år på Sättra sålde stället 1909 till Johan Ludvig Kihlqvist, född 1870 på Färentuna.

## Sättra blir barnkoloni

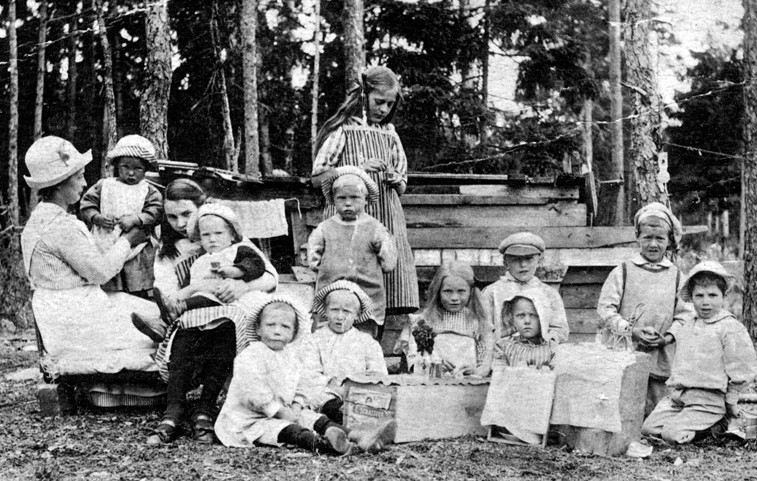
Sättra barnkoloni 1930-tal.

Vid Kihlqvists köp omfattade Sättra en herrgårdsbyggnad, tre statarstugor, en fallfärdig ladugård och en smedja. Jordbruket omfattade 60 tunnland och till egendomen hörde även 400 tunnland avverkningsmogen skog. Kihlqvist var utbildad folkskollärare och barnavårdsinspektör i Stockholm. 1911 startade han Sättra barnkoloni med fosterbarn och sommarbarn från Stockholm. Barnen bodde i för ändamålet nybyggda villor med egen personal och föreståndare. Sättra blev som ett självständigt litet samhälle med bland annat jordbruk, trädgårdsdrift, smedja, snickeri, affär, skola och ett mindre rederi. Under Kihlqvist upplevde Sättra sin storhetstid.
År 1922 sålde Kihlqvist Sättra till Stockholms stad för 375 000 kronor under förutsättning att han fick besittningsrätt på livtid till herrgårdsbyggnaden och åtta tunnland trädgårdsjord. Verksamheten fortsatte som förut och 1926 uppfördes Storgården för Sättra hushållsskola. 1935 tillkom Nygårds arbetshem som tog emot unga män som ansågs ”något efterblivna”. 
Hushållskolan upphörde 1938 och i samband med att barnen 1946 flyttades till Barnbyn Skå på Färingsö tog Stockholms stad över och Kihlqvist slutade. Under staden blev Sättra arbets- och sysselsättningshem för psykiskt handikappade. Nya personalbostäder byggdes och en stor och välutrustad snickeriverkstad uppfördes där man tillverkade trädgårdsmöbler. 
Nästa ägare blev Stockholms läns landsting som tog över 1971 och Sättra blev vårdhem. Då byggdes moderna bostadslängor längs med Bygatan och ett storkök med matsal. År 1995 blev Ekerö kommun ägare till Sättra med en då blygsam verksamhet. Kommunen drev dagverksamhet med ett fåtal platser. Vintern 1997-98 brann Storgårdens huvudbyggnad ner till grunden. År 2002 såldes Sättra slutligen till nuvarande ägaren, Fastighets AB Björkfjärden, som vill utveckla Sättra.

## Sättra idag
På Sättra bor idag (2016) cirka 90 personer i 48 hushåll och dessutom finns cirka 10 sommarhushål. I byn finns idag över 100 byggnader, varav 30-talet är friköpta enfamiljshus. För närvarande (2016) planeras ny bebyggelse med 12 friliggande hus för permanentboende samt en mindre bybildning med fem bostadshus. Detaljplanen vann laga kraft i november 2012. De båda stora växthusen monterades ner och på platsen skall nya bostäder uppföras.

## Bilder

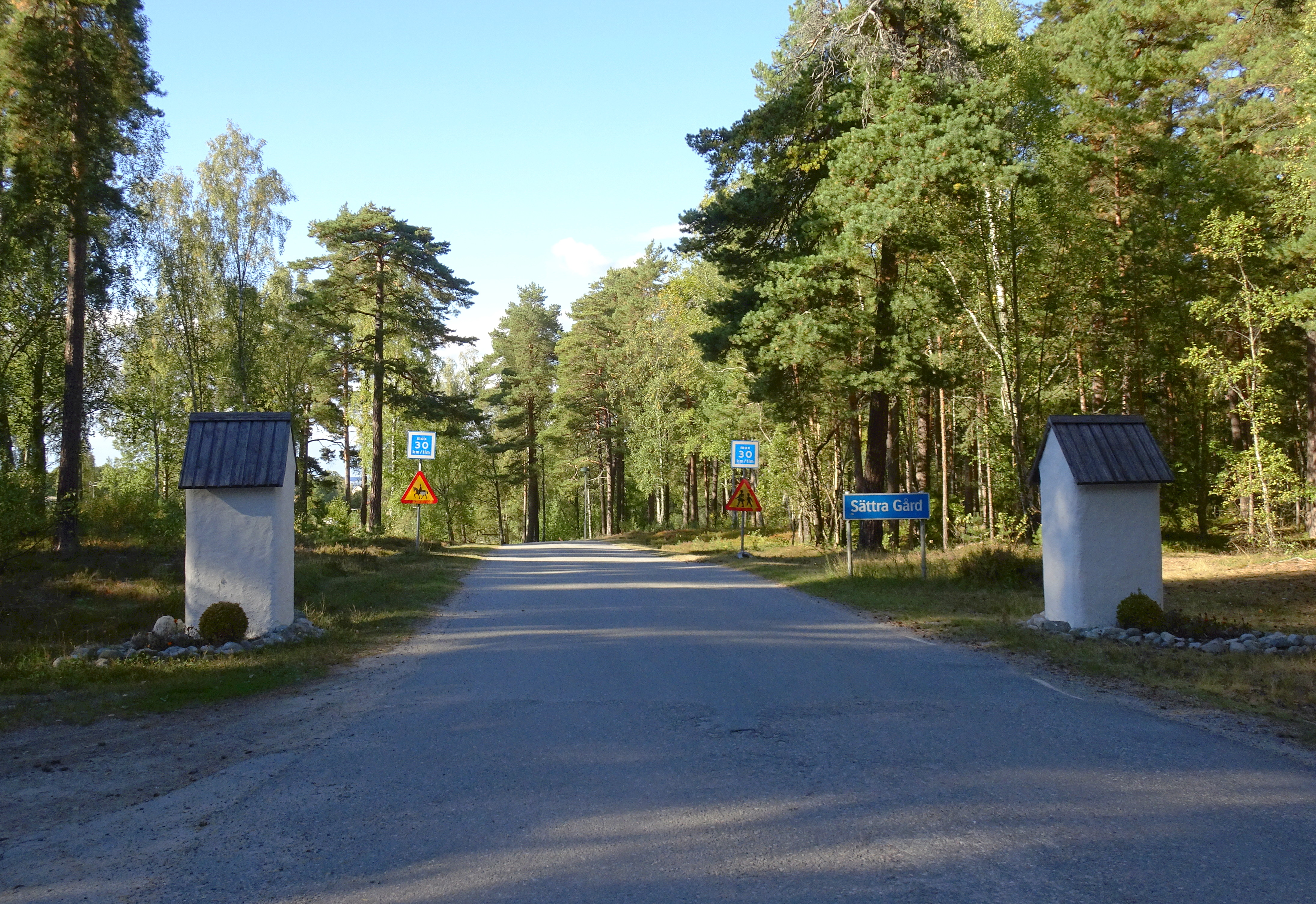
Infart från Adelsö ringväg
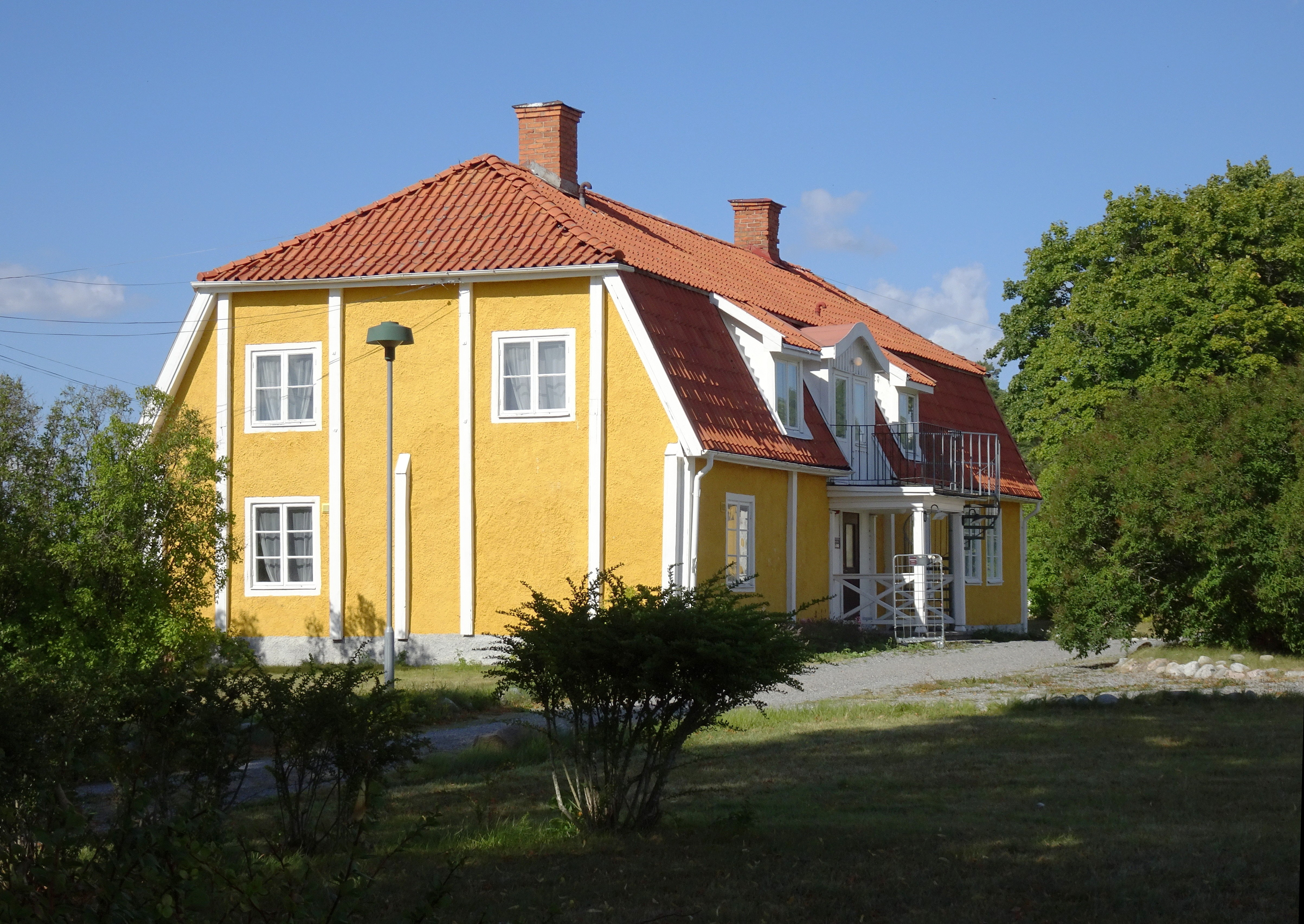
Sättra gårds huvudbyggnad
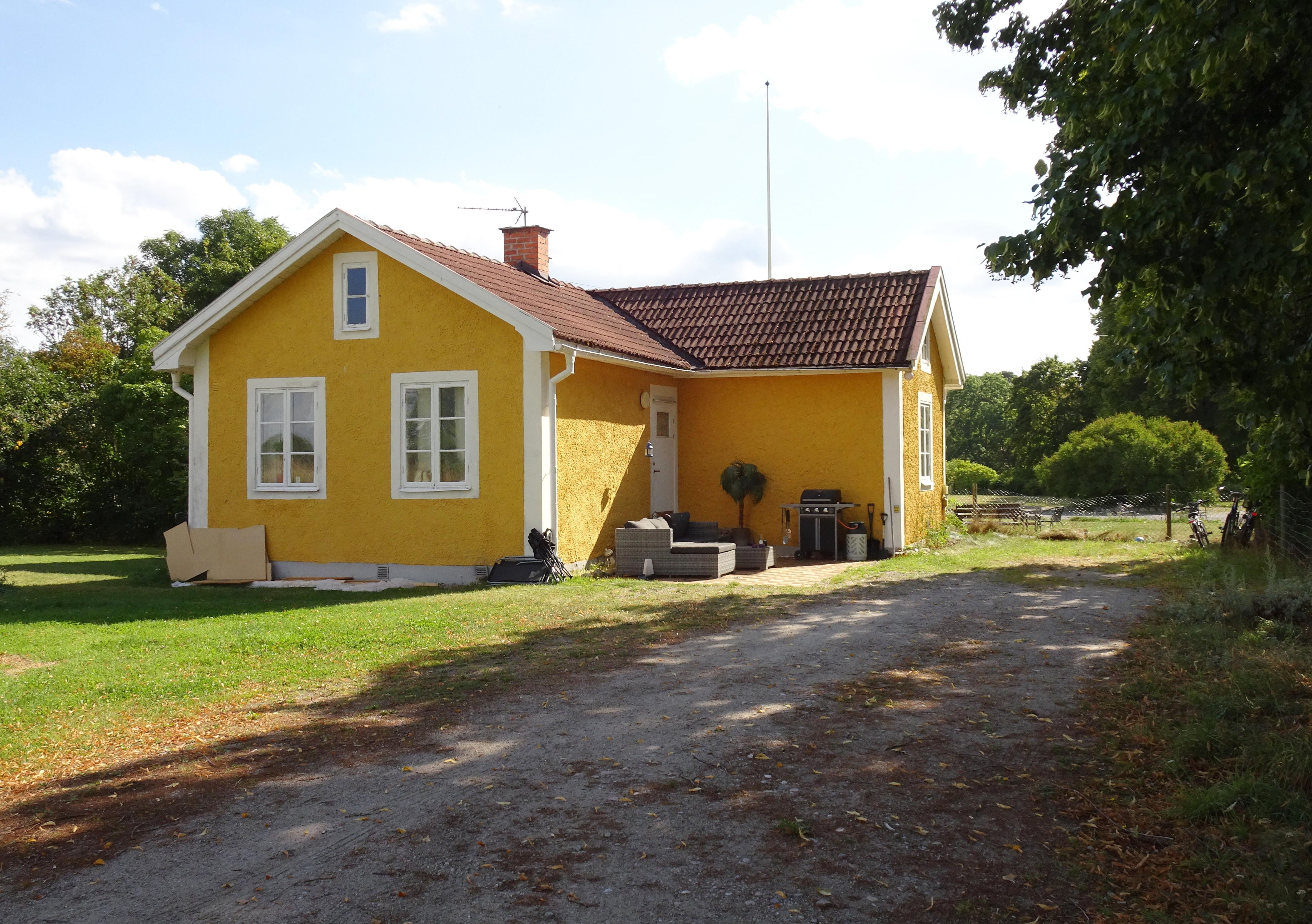
Sättra gårds norra flygel
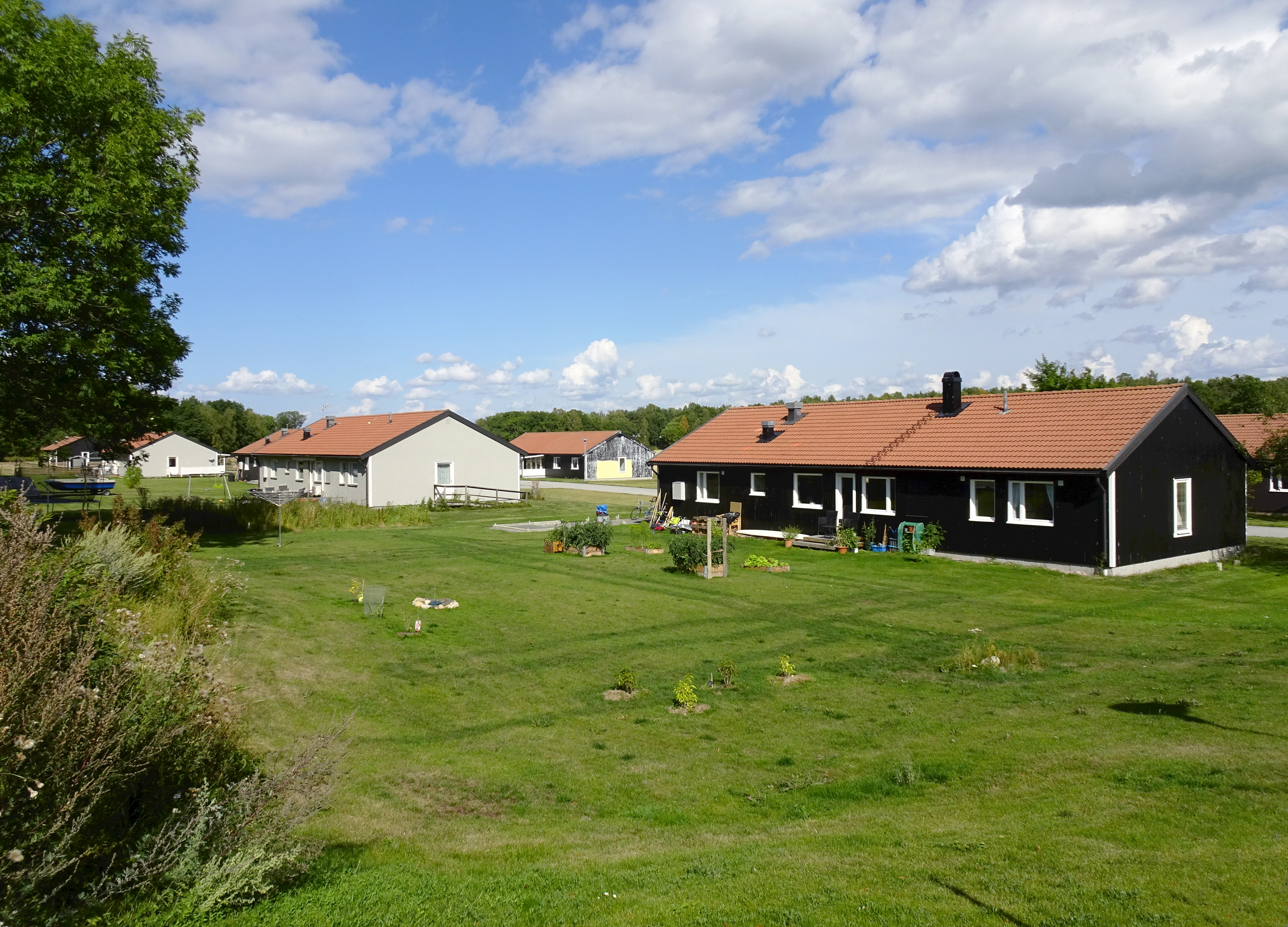
Bostadslängor vid Bygatan
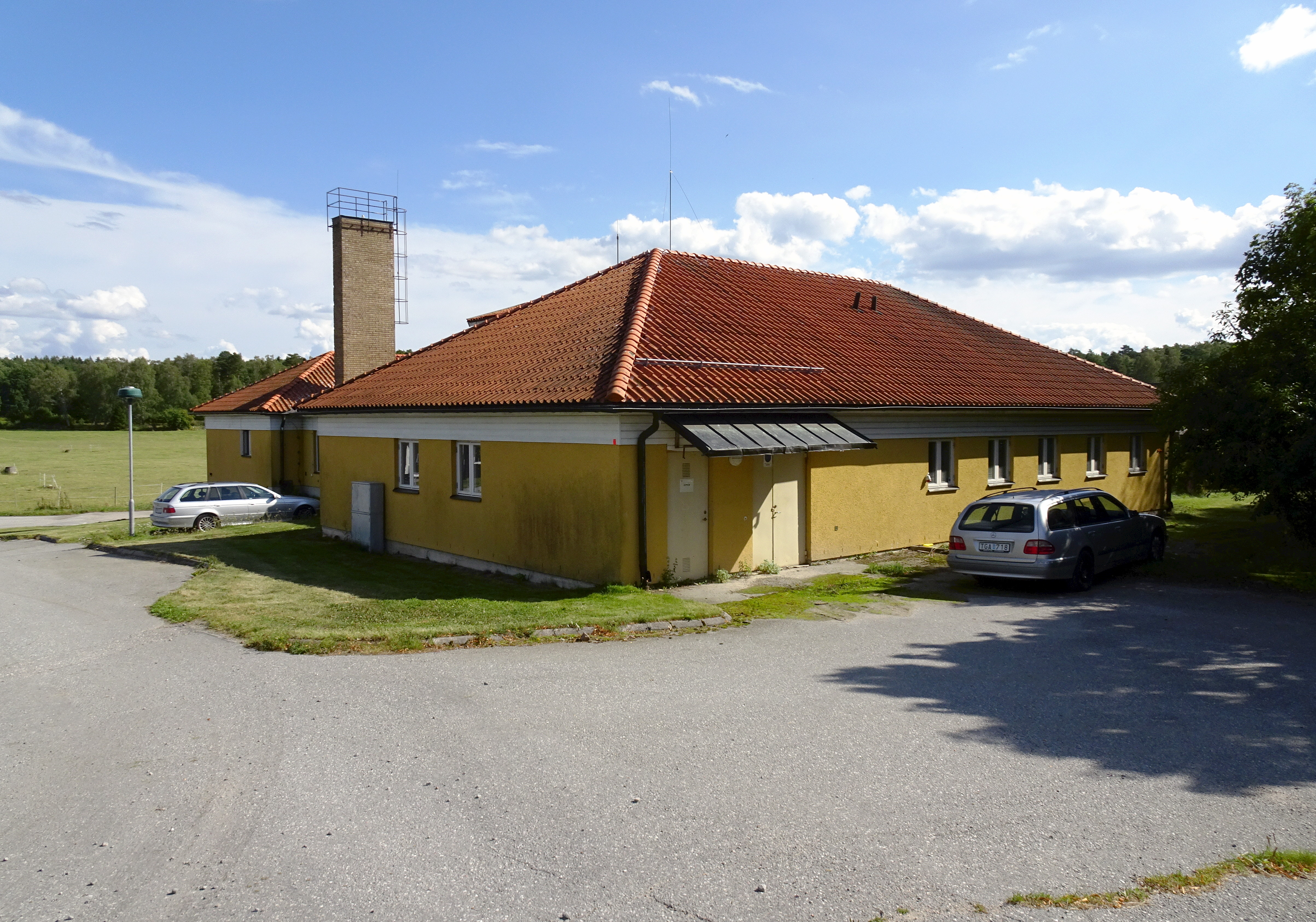
Storkök och matsal